# Heinäsaari (ö i Saarijärvi, Heinäjärvi)
Heinäsaari är en ö i Heinäjärvi i Finland. Den ligger i sjön Heinäjärvi och i kommunen Saarijärvi i den ekonomiska regionen  Saarijärvi-Viitasaari och landskapet Mellersta Finland, i den centrala delen av landet, 300 km norr om huvudstaden Helsingfors. Öns area är 7,6 hektar och dess största längd är 0,6 kilometer i nord-sydlig riktning.